# Narowla
Narowla (biał. Нароўля, Naroula) – miasto na Białorusi w obwodzie homelskim. Centrum administracyjne rejonu narowelskiego; 8,1 tys. mieszkańców (2010).
Prywatne miasto szlacheckie położone było w końcu XVIII wieku w powiecie mozyrskim województwa mińskiego.

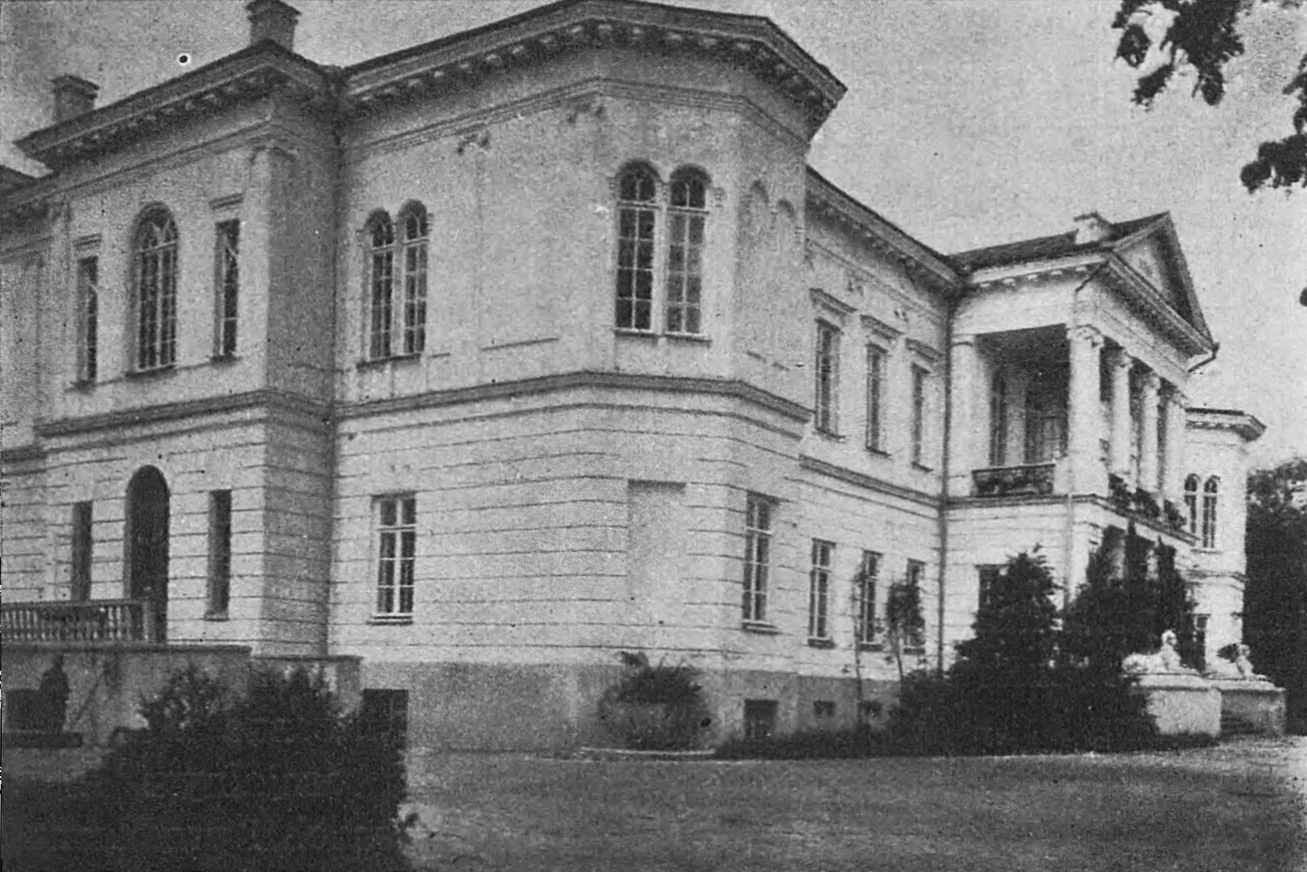
Pałac Horwattów (1917)

## Pałac
- piętrowy pałac wzniesiony przez Daniela Horwatta w 1850 r. w stylu włoskim, od frontu portyk z czterema kolumnami od piętra podtrzymującymi tympanon, obok oficyna a w parku murowana kaplica z grobami Oskierków i Horwattów[3].